# BBVA Foundation Frontiers of Knowledge Awards
Les BBVA Foundation Frontiers of Knowledge Awards sont un groupe de prix décernés par la Fondation de la Banco Bilbao Vizcaya Argentaria (BBVA). Les prix sont décernés depuis 2008 et sont dotés (en 2023) de 400 000 € chacun, à partager entre les lauréats d'une même catégorie s'il y en a plusieurs.
La Fondation BBVA, qui appartient au groupe financier BBVA, est partenaire du Conseil supérieur de la recherche scientifique (CSIC), le principal organisme public de recherche du pays.

## Catégories de prix
Les prix sont décernés dans les huit catégories suivantes :
- Recherche fondamentale (Basic Sciences).
- Biologie et biomédecine (Biology and Biomedicine).
- Changement climatique (Climate Change).
- Écologie et biologie de la conservation (Ecology and Conservation Biology).
- Informatique et technologies de la communication (Information and Communication Technologies).
- Économie, finance et gestion (Economics, Finance and Management).
- Musique et opéra (Music and Opera)[A 1]
- Coopération au développement (Development Cooperation)[A 2]

## Les jurys
Huit jurys, un pour chaque catégorie, analysent les candidatures proposées par des institutions académiques et de recherche internationales, . Pour prendre leur décision, les jurys se réunissent en janvier et février au Palais Marqués de Salamanca, siège madrilène de la Fondation BBVA. Le lendemain de la décision du jury, le nom des lauréats et les réalisations qui leur ont valu le prix sont annoncés lors d'un événement au même endroit.

## Remise des prix
Les prix sont remis en juin de chaque année lors d'une cérémonie qui se tient, depuis la 11e édition, au Palais Euskalduna de Bilbao, au Pays basque,,,.
Fondation BBVA

## Lauréats
| no | Année | Recherche fondamentale                          | Biologie et biomédecine                                            | Changement climatique                                  | Écologie et biologie de la conservation        | Informatique et technologies de la communication         | Économie, finance et gestion                           | Musique et opéra    | Coopération au développement            |
| -- | ----- | ----------------------------------------------- | ------------------------------------------------------------------ | ------------------------------------------------------ | ---------------------------------------------- | -------------------------------------------------------- | ------------------------------------------------------ | ------------------- | --------------------------------------- |
| 01 | 2008  | Peter Zoller, Ignacio Cirac                     | Joan Massagué                                                      | Wallace S. Broecker                                    | William F. Laurance, Thomas E. Lovejoy         | Jacob Ziv                                                | Jean Tirole                                            | Steven Holl         | Abdul Latif Jameel Poverty Action Lab   |
| 02 | 2009  | Michael E. Fisher, Richard N. Zare              | Robert J. Lefkowitz                                                | Klaus Hasselmann                                       | Peter B. Reich                                 | Thomas Kailath                                           | Hugo F. Sonnenschein, Andreu Mas-Colell                | Cristóbal Halffter  | Development Research Institute          |
| 03 | 2010  | Gabor A. Somorjai                               | Shin’ya Yamanaka                                                   | Nicholas Stern                                         | Edward O. Wilson                               | Donald E. Knuth                                          | Lars Peter Hansen                                      | Helmut Lachenmann   | International Rice Research Institute   |
| 04 | 2011  | Didier Queloz, Michel G. E. Mayor               | Alexander Varshavsky                                               | Isaac Held                                             | Daniel H. Janzen                               | Carver A. Mead                                           | Angus Deaton                                           | Salvatore Sciarrino | Ciro de Quadros                         |
| 05 | 2012  | David Mumford, Ingrid Daubechies                | Jeffrey M. Friedman, Douglas L. Coleman                            | Susan Solomon                                          | Jane Lubchenco                                 | Lotfi A. Zadeh                                           | Paul R. Milgrom                                        | Pierre Boulez       | Drugs for Neglected Diseases Initiative |
| 06 | 2013  | Knut Urban, Harald Rose, Maximilian Haider      | Adrian Bird                                                        | Christopher B. Field                                   | Paul R. Ehrlich                                | Marvin L. Minsky                                         | Elhanan Helpman                                        | Steve Reich         | Pratham                                 |
| 07 | 2014  | Stephen Buchwald                                | Joseph Schlessinger, Charles L. Sawyers, Tony Hunter               | Richard Alley                                          | David Tilman                                   | Leonard Kleinrock                                        | Richard Blundell, David Card                           | György Kurtág       | Helen Keller International              |
| 08 | 2015  | Viatcheslav Mukhanov, Stephen Hawking           | Gero Miesenböck, Karl Deisseroth, Edward Boyden                    | Veerabhadran Ramanathan                                | Ilkka Hanski                                   | Stephen Arthur Cook                                      | Robert B. Wilson                                       | Georges Aperghis    | Martin Ravallion                        |
| 09 | 2016  | Bradley Efron, David Cox                        | Francisco Martínez Mojica, Jennifer Doudna, Emmanuelle Charpentier | James E. Hansen, Syukuro Manabe                        | Marten Scheffer, Gene E. Likens                | Geoffrey Hinton                                          | Daron Acemoglu                                         | Sofia Gubaidulina   | Peter J. Myler, Pedro L. Alonso         |
| 10 | 2017  | Omar Yaghi                                      | James P. Allison                                                   | William Nordhaus                                       | Peter Raymond Grant, Rosemary Grant            | Adi Shamir,Ronald Rivest,Silvio Micali, Shafi Goldwasser | Robert H. Porter, Ariel Pakes, Timothy Bresnahan       | Kaija Saariaho      | Nubia Muñoz                             |
| 11 | 2018  | Eugene Mele, Charles Kane                       | Jeffrey I. Gordon                                                  | John Alexander Church, Anny Cazenave, Jonathan Gregory | Gretchen Daily, Georgina Mace                  | Ivan Sutherland                                          | Claudia Goldin                                         | John Adams          | Noam Chomsky                            |
| 12 | 2019  | Charles H. Bennett, Gilles Brassard, Peter Shor | Michael N. Hall, David M. Sabatini                                 | Kerry Emanuel                                          | Carlos M. Duarte, Terence Hughes, Daniel Pauly | Isabelle Guyon, Bernhard Schölkopf, Vladimir Vapnik      | Philippe Aghion, Peter W. Howitt                       | Arvo Pärt           | Susan Fiske, Shelley Taylor             |
| 13 | 2020  | Paul Alivisatos, Michael Grätzel                | David Julius, Ardem Patapoutian                                    | Neil Adger,Ian Burton, Karen O’Brien                   | Sandra Díaz, Sandra Lavorel, Mark Westoby      | John L. Hennessy,> David A. Patterson                    | Ben Bernanke,Mark Gertler,Nobuhiro Kiyotaki,John Moore | Péter Eötvös        | Gerald Holton                           |
| 14 | 2021  | Charles Fefferman, Jean-François Le Gall        | Katalin Karikó,Drew Weissman,Robert Langer                         | Ellen Mosley-Thompson, Lonnie Thompson                 | Lenore Fahrig, Simon Levin,Steward Pickett     | Judea Pearl                                              | Matthew O. Jackson                                     | Philip Glass        | Mark Granovetter                        |
| 15 | 2022  | Paul Corkum,Ferenc Krausz,Anne L’Huillier       | David Baker,Demis Hassabis,John M. Jumper                          | Ellen Thomas,James Zachos                              | Susan Alberts,Jeanne Altmann,Marlene Zuk       | Alberto Sangiovanni Vincentelli                          | Timothy J. Besley, Torsten Persson,Guido Tabellini     | Thomas Adès         | Steven Pinker,Peter Singer              |